# Distichophyllum beccarii
Distichophyllum beccarii là một loài Rêu trong họ Hookeriaceae. Loài này được (Müll. Hal. ex Hampe & Geh.) Paris mô tả khoa học đầu tiên năm 1895.